# Osservatorio Pico dos Dias
L'Osservatorio Pico dos Dias (in lingua portoghese-brasiliana: Observatório do Pico dos Dias (OPD)) è un osservatorio astronomico situato a
1864 m di quota a Brazópolis, nello stato brasiliano di Minas Gerais, a 37 km dalla città di Itajubá. È operato dal Laboratório Nacional de Astrofísica (LNA) del Brasile.

## Telescopi

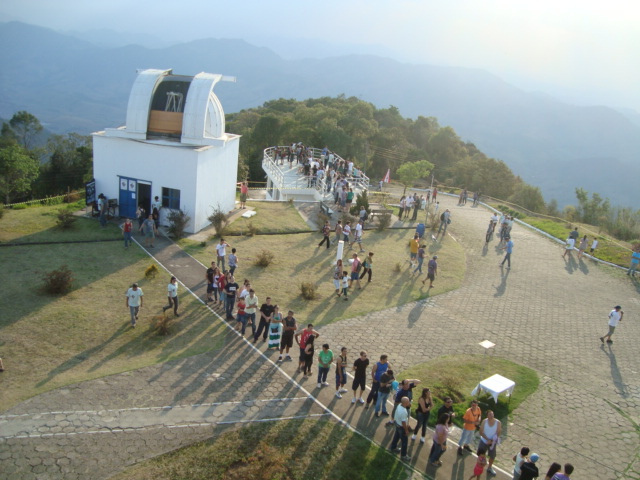
Visitatori in fila per entrare nella cupola del telescopio principale da 1,6 metri.

L'osservatorio è dotato di tre telescopi di diversa configurazione e caratteristiche:
- Un telescopio riflettore da 1,6 metri con configurazione Cassegrain, costruito dalla Perkin-Elmer e entrato in funzione nel 1981.[2]
- Un telescopio da 0,6 metri in configurazione Ritchey-Chrétien, costruito da Boller & Chivens e installato nel 1992, operato congiuntamente da LNA e Universidade de São Paulo.[2]
- Un telescopio riflettore da 0,6 metri in configurazione Cassegrain, costruito dalla Zeiss e installato nel 1983.[2]

### ASPOS OKP
Il 5 aprile 2017, l'agenzia spaziale russa Roscosmos, ha messo in funzione il primo Automated Warning System on Hazardous Situations in Outer Space (ASPOS OKP) a Pico dos Dias. L'apparecchiatura ha lo scopo di osservare i detriti spaziali e rilevare possibili collisioni con la Terra. Il telescopio ha un'apertura di 75 cm, che gli consente di mappare un'area più ampia rispetto a qualsiasi altro telescopio in Brasile. L'installazione è il risultato di un accordo siglato nell'aprile 2016 tra il Ministero della Scienza, Tecnologia, Innovazione e Comunicazioni (in lingua portoghese: Ministério da Ciência, Tecnologia, Inovações e Comunicações) e Roscosmos, l'agenzia spaziale russa. Il sistema prevede altre tre stazioni.

## Visite
L'osservatorio è visitabile da marzo a novembre, il martedì, in orario diurno, e le visite devono essere programmate in anticipo. L'ingresso è gratuito; data l'altitudine a cui è situato l'osservatorio, viene consigliato ai visitatori di portare un cappotto.